# Большая Просница
Больша́я Просни́ца (Просни́ца) — река в Кировской области России, левый приток реки Вятки (бассейн Волги). Устье реки находится в 715 км по левому берегу реки Вятки. Длина реки составляет 72 км, площадь водосборного бассейна — 865 км².
Исток реки в лесах в 8 км к северо-востоку от села Вожгалы (центр Вожгальского сельского поселения). Верхнее течение проходит по Кумёнскому району, среднее и нижнее — по Кирово-Чепецкому. До впадения Малой Просницы также называется Просница. Крупнейшие населённые пункты на реке — село Полом, посёлок Просница при одноимённой железнодорожной станции (3 км от реки), деревни Кузики, Большой Перелаз. В нижнем течении русло реки сильно извилистое, она образует многочисленные затоны и старицы.
Река впадает в боковую протоку Вятки Волошку в 10 км к юго-западу от центра Кирово-Чепецка. Ширина реки перед устьем — 30 метров.

### Притоки (км от устья)
- 8 км: река Елховка (пр)

Бассейн Вятки

- 16 км: река Мутница (в водном реестре без названия, лв)
- 20 км: река Бердяга (в водном реестре без названия, лв)
- 25 км: река Малая Просница (Просница) (лв)
- река Фетисовка (пр)
- ручей Петраковский (лв)
- река Трениха (лв)
- 40 км: река Волма (лв)
- река Ведомиха (лв)
- река Верхняя Просница (пр)

## Данные водного реестра
По данным государственного водного реестра России относится к Камскому бассейновому округу, водохозяйственный участок реки — Вятка от истока до города Киров, без реки Чепца, речной подбассейн реки — Вятка. Речной бассейн реки — Кама.
Код объекта в государственном водном реестре — 10010300212111100033994.